# Pravo u 1016.
◄◄ | ◄ | 1013. | 1014. | 1015. | 1016.  | 1017. | 1018. | 1019. | ► | ►►
Arhitektura • Astronomija • Knjige • Književnost • Kršćanstvo • Pravo • Promet • Znanost
Pravo u 1016.

## Svijet

### Događaji
- Napisane prve odredbe Rus'ke pravde (Kijevske pravde).

## Vanjske poveznice
|  | Zajednički poslužitelj ima još gradiva o temi Pravo |